# Demand characteristics
I social forskning, især i psykologi, refererer udtrykket demand characteristics til et eksperimentelt artefakt, hvor deltagerne danner en fortolkning af eksperimentets formål og ubevidst ændrer deres adfærd for at passe til denne fortolkning.  Normalt betragtes demand characteristics som en fremmed variabel, der har en anden effekt på adfærd end den, som forsøgsmanden har til hensigt, at undersøge. Banebrydende forskning blev udført på demand characteristics af Martin Orne . 
En mulig årsag til demand characteristics er deltagernes forventninger om, at de på en eller anden måde vil blive evalueret, hvilket får dem til at finde ud af en måde hvorpå de 'slår' eksperimentet for, at opnå gode resultater i den påståede evaluering. I stedet for at give et ærligt svar kan deltagerne ændre nogle af eller alle deres svar for at matche forsøgslederens forventede krav, at efterspørgselsegenskaber kan ændre deltagerens adfærd til at fremstå mere socialt eller moralsk ansvarlige. Demand characteristics kan ikke elimineres fra eksperimenter, men demand characteristics kan studeres for at se deres effekt på sådanne eksperimenter.